# توم أتكينسون
توم أتكينسون (1930 - 1990)  (بالإنجليزية: Tom Atkinson)‏ هو لاعب كريكت بريطاني.